# Желязна (Груєцький повіт)
Желязна (пол. Żelazna) — село в Польщі, у гміні Хинув Груєцького повіту Мазовецького воєводства.
Населення — 89 осіб (2011).
У 1975—1998 роках село належало до Радомського воєводства.

## Демографія
Демографічна структура станом на 31 березня 2011 року:
|          | Загалом | Допрацездатний вік | Працездатний вік | Постпрацездатний вік |
| -------- | ------- | ------------------ | ---------------- | -------------------- |
| Чоловіки | 44      | 10                 | 29               | 5                    |
| Жінки    | 45      | 9                  | 28               | 8                    |
| Разом    | 89      | 19                 | 57               | 13                   |